# Pitche
Pitche, auch Piche, ist eine Kleinstadt im Nordosten Guinea-Bissaus mit 4766 Einwohnern (Stand 2009).
Der Ort ist Sitz des gleichnamigen Verwaltungssektors mit einer Fläche von 2021 km² und 29.837 Einwohnern (Stand 2007).
Die hier vorherrschende Ethnie sind ganz überwiegend Fulbe (port. Fula).

## Landschaft und Sehenswürdigkeiten
Der von Savannenlandschaft geprägte Sektor gehört zu den trockensten Gegenden des ansonsten sehr wasserreichen Guinea-Bissaus. Der nahe Grenzfluss Rio Corubal und seine Zuflüsse sorgen hier dennoch für vegetationsreiche Feuchtgebiete. Der Süden des Sektors liegt im Gebiet des Parque de Boé, zusammen mit dem Parque Parque de Dulombi Teil des Naturschutzgebiets Complexo de Área Protegidas Dulombi - Boé Tchetche (gelegentlich als  „Nationalpark Dulombi-Boé“ (Parque Nacional Dulombi-Boé) bezeichnet).
Baden an mehreren Flussstränden, Angeln, Trekking und Vogelbeobachtung ist hier möglich. Als nächste Übernachtungsmöglichkeit für Touristen wird jedoch erst die weit entfernte Pousada do Saltinho angegeben, die bereits in der Region Bafatá liegt.

## Wirtschaft
Pitche gilt als besonders unterentwickelt. Seine Abgeschiedenheit von den wichtigsten Zentren des Landes wird jedoch durch die Nähe zu den angrenzenden Nachbarländern Senegal und Guinea-Conakry etwas kompensiert. Der grenzüberschreitende Handel sorgt hier für Impulse.
Neben dem Handel sind Viehzucht (Rinder, Ziegen) und etwas Landwirtschaft die wichtigsten Wirtschaftszweige, häufig als Eigenversorgung betrieben.

## Gliederung
Der Sektor Piche umfasst etwas über 200 Ortschaften, überwiegend ländliche Dörfer (Tabancas).
Die Stadt Pitche ist in 17 Ortsteile (Bairros) gegliedert. Zu den wichtigsten Orten im Sektor zählen außerdem:
- Buruntuma (Grenzort, drei Ortsteile)
- Bussira
- Cambore
- Canquelifá
- Dara
- Jaima
- Joncoro
- Pajama (drei Ortsteile)
- Sintchã Demba Jamiel
- Ufoia (fünf Dörfer)

## Persönlichkeiten
- António Serifo Embaló (* 1963), Minister und Dolmetscher